# Орхоэпидидимит
Орхоэпидидимит (или эпидидимоорхит) — это одновременное объединение двух отдельных инфекционновоспалительных урологических заболеваний, которые могут провоцировать и развивать друг друга. Орхит — это воспалительный процесс в яичках мужчины, эпидидимит — воспаление придатков яичек. Обычно довольно сложно дифференцировать происходит воспаление только яичка, или процесс затрагивает еще и придаток. Как правило, при наличии эпидидимита, вскоре воспаление расширяется и на яички, тогда как орхит может быть локализованным.
У мальчиков до 15 лет, орхоэпидидимиты встречаются довольно редко и вызваны преимущественно осложнением вирусного паротита (свинки) и краснухи, или аномалиями мочевыводящих путей.

## Этиология
Основной причиной болезни принято считать различные инфекции, особенно передаваемые половым путем, травмы, переохлаждения, катетеризации мочевого пузыря и другие трансуретральные манипуляции.
У детей под маской орхоэпидидимита нередко скрываются другие проблемы (перекрут семенного канатика или яичка), требующие неотложного оперативного вмешательства. Диагноз «орхоэпидидимит» ставится только после исключения других заболеваний, что возможно после изучения тщательно собранного анамнеза и полного осмотра ребенка.Наиболее распространенной причиной орхоэпидидимита являются инфекции, передаваемые половым путем (хламидиоз, трихомоноз, гонорея и др.). Через семявыносящие пути или кровеносные сосуды инфекция из уретры и предстательной железы попадает в яички и их придатки, провоцируя орхоэпидидимит.
В более редких случаях инфекция может быть вызвана вирусами и бактериями, попавшими в яичко и придаток в результате хронических недугов урогенитальной системы – простатита и уретрита

## Клиническая картина
Заболевание можно разделить на острую и хроническую стадию. Основные симптомы острой стадии:
- резкое повышение температуры тела и местной температуры;
- сильные боли в области мошонки;
- гиперемия мошонки;
- увеличение и уплотнение яичка и/или его придатка.

При прогрессировании заболевания острый орхоэпидидимит переходит в хроническую стадию, при которой снижается болевой синдром, нормализуется температура тела,однако яичко и его придаток сохраняют увеличенную и уплотненную форму.
Наиболее частые осложнения при хронической форм: абсцедирование, формирование свищей, формирование пиоцеле — нагноение экссудата реактивной водянки яичка (гидроцеле), бесплодие.

## Диагностика
Для определения диагноза, при наличии симптомов, после осмотра урологом проводятся лабораторные методы исследования, после которых определяется характер инфекции и выявляется возбудитель заболевания, для назначения соответствующего лечения. Обязательным и основным методом диагностики орхоэпидидимита является ультразвуковое обследование органов мошонки.

## Лечение
При диагнозе «острый орхоэпидидимит» лечение предполагает обязательное применение антибиотиков. Отечность и боль можно снять ношение суспензория, болеутоляющие препараты из группы НПВС.
При лечении хронической формы орхоэпидидимита тоже используются антибактериальные препараты. Кроме того, применяют физиотерапию и лекарственные средства, которые способствуют рассасыванию воспалительного инфильтрата.